# Коста Јосиповић
Коста Јосиповић (Београд, 2. мај 1887 – Скопље, 7. август 1919), српски уметник, сликар импресиониста

## Биографија
Рођен је у чиновничкој породици. Као талентован учио је у првој генерацији полазника сликарство код Ристе Вукановића у Уметничкој-занатској школи. За ту школу - њену нову зграду је касније радио декоративне украсне елементе. Усавршавање је наставио у 25. години, у Немачкој, са државном стипендијом, где је (од маја 1912) у Минхену у класи професора Хуга Хабермана. Тада се дружио са Момчилом Настасијевићем и другим српским студентима уметности. Пре и по повратку из Минхена живи и ради у Београду. Јавља се као учитељ цртања - графичког скицирања у београдским школама 1911. године. Водио га је 1911. године као свог помоћника Драгутин Инкиостри, у Италију, у Торино, на Међународну изложбу декоратовних уметности.
Рањаван у Балканском и Првом светском рату, лечен у Бизерти и Ници где непрекидно слика. Његова слика "На мртвој стражи" изложена ја 1912. године у Београду на Четвртој југословенској изложби. Вратио се 1918. године у војничке редове, да би учествовао у пробоју Солунског фронта, када је тешко рањен. Преминуо је у скопској војној болници 1919. године.
Као импресионист Коста Јовановић звани Сос познат је по делу "Једрилице на води", које је радио по узору на Клода Монеа. Радио је 1909. године у пастелу портрет девојке Јеле Ковачевић, 1910. године "Потртрет госпође Живковић" и један од његових последњих радова из 1917. године, "Портрет младе Италијанке".
Радио је иконе (16) на иконостасу православне цркве у Рибници, код Мионице.
Познат по слици „Пред Битољем“ инспирисаној историјским догађајем из I Балканског рата. За разлику од епског сликарства Паје Јовановића и осталих савременика, Јосиповић слика историјски тренутак на сасвим нови и необичан начин без тенденције ка глорификацији своје војске. Нема залеђеног рама у ком су актери у жару борбе ухваћени у најдраматичнијем тренутку. Јосиповић фигуре слика без портретних карактеристика и без тежње за карактеризацијом. Фигуре су тако организоване и сликане да стварају врло убедљиву илузију кретања. Годину дана касније Алекса Шантић пише песму са истим називом, можда инспирисану овим ингениозним делом Косте Јосиповића. Изгубљена је његова ратна историјска композиција "Прелаз преко Албаније".